# Macropus greyi
El ualabí de Grey (Macropus greyi) es una especie extinta de ualabí de Australia. Muchos lo consideraban como el más elegante y gracioso espécimen de ualabí existente. Poseía pelo con franjas de ceniza claro y oscuro a lo largo de los lados.
Era relativamente común hasta 1910, sin embargo, debido a su piel, fue extensivamente cazado durante la colonización europea. Además de esto, era perseguido por las raposas y la especie también sufrió con la destrucción de su territorio para pastizales. Fue declarado extinto en 1943.